# (4437) Yaroshenko
(4437) Yaroshenko ist ein Asteroid des Hauptgürtels, der am 10. April 1983 von der russischen Astronomin Ljudmila Iwanowna Tschernych am Krim-Observatorium in Nautschnyj (IAU-Code 095) entdeckt wurde.
Der Asteroid wurde nach dem Maler Mykola Jaroschenko (1846–1898) benannt.